# Division III du Championnat du monde de hockey sur glace 2016
Navigation
Division III en 2015 Division III en 2017
Le tournoi de la Division III du Championnat du monde de hockey sur glace 2016 se déroule à Istanbul en Turquie du 31 mars au 6 avril 2016. Deuxième à l'issue du tournoi, la Géorgie voit ses résultats transformés en défaites 5-0 sur tapis vert pour avoir aligné des joueurs non-éligibles,.
| \| Localisation de Istanbul en Turquie. \| Localisation de Istanbul en Turquie. |
| Localisation de Istanbul en Turquie.                                            |

## Format de la compétition

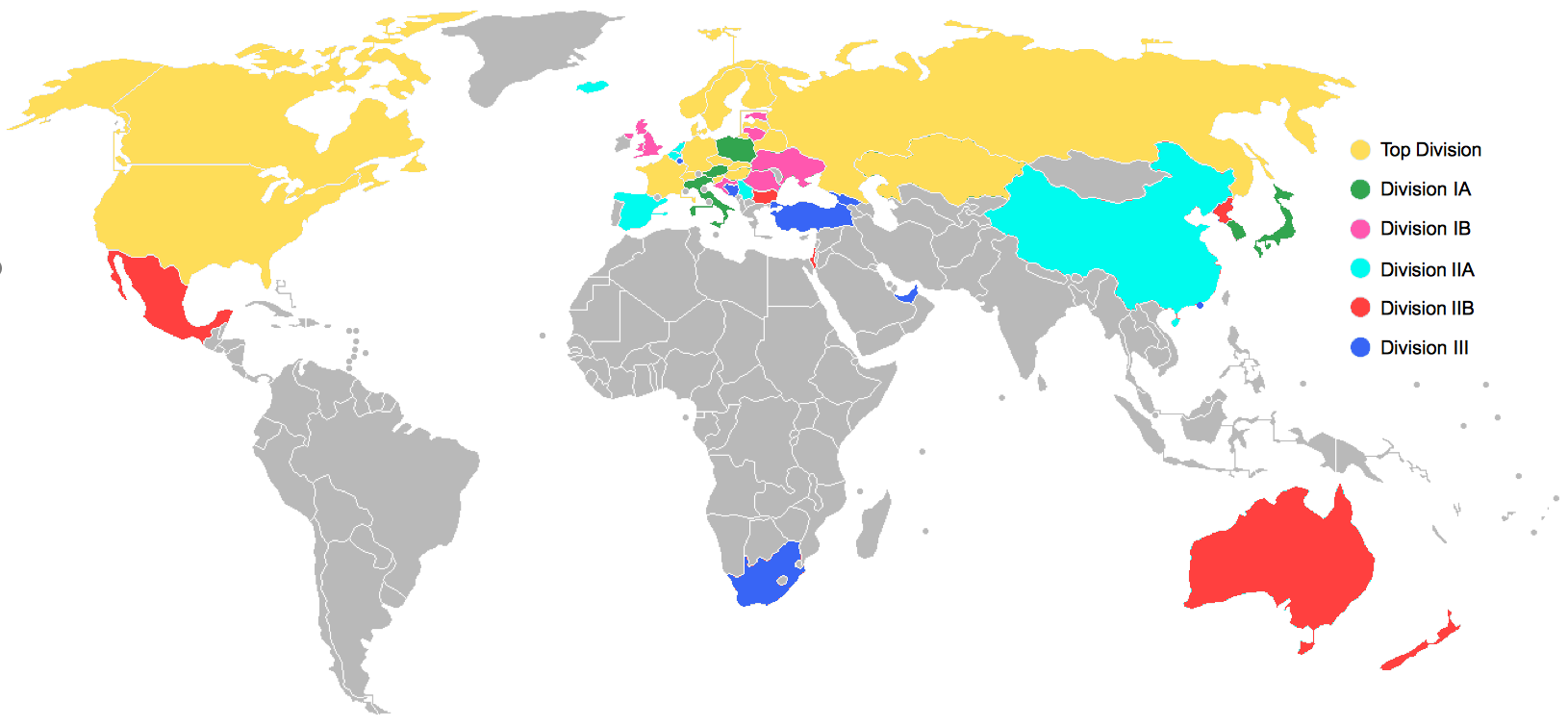
Nations participant au Championnat du monde de hockey sur glace 2016, par division.

Le Championnat du monde de hockey sur glace est un ensemble de plusieurs tournois regroupant les nations en fonction de leur niveau. Les meilleures équipes disputent le titre dans la Division Élite.
Le groupe principal (Division Élite) regroupe 16 équipes réparties en deux poules de 8 qui disputent un tour préliminaire. Les 4 premiers de chaque poule sont qualifiés pour les quarts de finale et les derniers sont relégués en Division IA.
Pour les autres divisions qui comptent 6 équipes (sauf la Division III qui en compte 7), les équipes s’affrontent entre elles et, à l'issue de cette compétition, le premier est promu dans la division supérieure et le dernier est relégué dans la division inférieure.
Lors des phases de poule, les points sont attribués ainsi :
- 3 points pour une victoire dans le temps réglementaire ;
- 2 points pour une victoire en prolongation ou aux tirs de barrage ;
- 1 point pour une défaite en prolongation ou aux tirs de barrage ;
- aucun point pour une défaite dans le temps réglementaire.

## Matches
| 31 mars 2016 | Luxembourg | 2-3 (1-1, 0-1, 1-1) | Afrique du Sud | Silivrikapı Ice Skating Hall 112 spectateurs |

| Feuille de match | Feuille de match                                         | Feuille de match    | Feuille de match                                                                                         | Feuille de match                                                            |
| ---------------- | -------------------------------------------------------- | ------------------- | --- | --------------------------------------------------------------------------- |
|                  | Holtzem (Cannon) — 2 min 23 s - Eriksson — 42 min 36 s - | 1-0 1-1 1-2 2-2 2-3 | - Edwards (Giot) — 9 min 29 s Botha (Birrell) — 35 min 42 s (SN) - Botha (Magmoed, Samaii) — 58 min 44 s | Arbitrage : Valentin Lascar Juges de lignes Yasin Akyürek Charlie O'Connoor |
| Lepage           | Gardiens                                                 | Bock                | | Arbitrage : Valentin Lascar Juges de lignes Yasin Akyürek Charlie O'Connoor |
| 22 min           | Pénalités                                                | 12 min              | | Arbitrage : Valentin Lascar Juges de lignes Yasin Akyürek Charlie O'Connoor |
| 24               | Tirs                                                     | 42                  | | Arbitrage : Valentin Lascar Juges de lignes Yasin Akyürek Charlie O'Connoor |

| 31 mars 2016 | Bosnie-Herzégovine | 5-4 (1-2, 3-1, 1-1) | Hong Kong | Silivrikapı Ice Skating Hall 156 spectateurs |

| Feuille de match | Feuille de match | Feuille de match                    | Feuille de match | Feuille de match                                                 |
| ---------------- | --- | ----------------------------------- | --- | ---------------------------------------------------------------- |
|                  | - Cordalija — 17 min 4 s Lemeš (London) — 21 min 40 s - Hadžihasanović (Pilav) — 28 min 10 s Cordalija (Alic) — 32 min 38 s Hodžić (Nikulin) — 41 min 17 s - | 0-1 0-2 1-2 2-2 2-3 3-3 4-3 5-3 5-4 | Tang C. (Fung, Kan C.) — 9 min 57 s Wong K. (Sham, Tang S.) — 15 min 49 s - Ho J. (Kan C.) — 24 min 18 s - Wong K. (Wong Y., Ho J.) — 51 min 39 s (SN) | Arbitrage : Joonas Kova Juges de lignes Timo Heinonen Josef Spur |
| Pasovic          | Gardiens | Ho K.                               | | Arbitrage : Joonas Kova Juges de lignes Timo Heinonen Josef Spur |
| 6 min            | Pénalités | 8 min                               | | Arbitrage : Joonas Kova Juges de lignes Timo Heinonen Josef Spur |
| 16               | Tirs | 35                                  | | Arbitrage : Joonas Kova Juges de lignes Timo Heinonen Josef Spur |

| 31 mars 2016 | Turquie | 5-0 par forfait 5-4 (0-1, 3-1, 2-2) | Géorgie | Silivrikapı Ice Skating Hall 378 spectateurs |

| Feuille de match | Feuille de match | Feuille de match                    | Feuille de match | Feuille de match                                                                       |
| ---------------- | --- | ----------------------------------- | --- | -------------------------------------------------------------------------------------- |
|                  | - An. Kocoglu — 21 min 55 s (SN) Gumus (K. Salt, Kavaz) — 24 min 49 s - Özmen (Solak) — 39 min 11 s Semiz — 40 min 23 s - An. Kocoglu (Al. Kocoglu) — 56 min 52 s | 0-1 1-1 2-1 2-2 3-2 4-2 4-3 4-4 5-4 | Dumbadze — 9 min 48 s - Kochkin (Geperidze) — 29 min 6 s - Shalunov (Tsomaia, Svanidze) — 48 min 30 s Kochkin — 53 min 35 s - | Arbitrage : Christoffer Holm Juges de lignes Knut Einar Braten Laurynas Stepankevicius |
| Kahraman         | Gardiens | Ilienko                             | | Arbitrage : Christoffer Holm Juges de lignes Knut Einar Braten Laurynas Stepankevicius |
| 16 min           | Pénalités | 12 min                              | | Arbitrage : Christoffer Holm Juges de lignes Knut Einar Braten Laurynas Stepankevicius |
| 40               | Tirs | 29                                  | | Arbitrage : Christoffer Holm Juges de lignes Knut Einar Braten Laurynas Stepankevicius |

| 1er avril 2016 | Afrique du Sud | 9-1 (0-0, 4-1, 5-0) | Hong Kong | Silivrikapı Ice Skating Hall 79 spectateurs |

| Feuille de match | Feuille de match | Feuille de match                        | Feuille de match                          | Feuille de match                                                         |
| ---------------- | --- | --------------------------------------- | ----------------------------------------- | ------------------------------------------------------------------------ |
|                  | Marais (Samaai) — 28 min 18 s - Birrell (Botha, Samaai) — 33 min 48 s Valadas — 38 min 10 s Birrell (Samaai) — 38 min 58 s Giot (Magmoed, Edwards) — 41 min 48 s van Doesburgh (W. du Preez, Marais) — 43 min 31 s Samaai (Birrell) — 48 min 52 s Edwards (Marais, Valadas) — 50 min 57 s Birrell — 57 min 10 s | 1-0 1-1 2-1 3-1 4-1 5-1 6-1 7-1 8-1 9-1 | - Wong K. (Kan S., Ho J.) — 32 min 12 s - | Arbitrage : Christoffer Holm Juges de lignes Yasin Akyürek Timo Heinonen |
| Pretorius        | Gardiens | Keung (48 min 52 s) Ho K. (11 min 8 s)  |                                           | Arbitrage : Christoffer Holm Juges de lignes Yasin Akyürek Timo Heinonen |
| 8 min            | Pénalités | 14 min                                  |                                           | Arbitrage : Christoffer Holm Juges de lignes Yasin Akyürek Timo Heinonen |
| 50               | Tirs | 9                                       |                                           | Arbitrage : Christoffer Holm Juges de lignes Yasin Akyürek Timo Heinonen |

| 1er avril 2016 | Géorgie | 0-5 par forfait 8-0 (4-0, 2-0, 2-0) | Bosnie-Herzégovine | Silivrikapı Ice Skating Hall 93 spectateurs |

| Feuille de match                             | Feuille de match | Feuille de match                             | Feuille de match | Feuille de match                                                   |
| -------------------------------------------- | --- | -------------------------------------------- | ---------------- | ------------------------------------------------------------------ |
|                                              | Kochkin (Shalunov) — 9 min 9 s Tsomaia (Kochkin) — 11 min 30 s Geperidze (Dumbadze) — 16 min 6 s Kozyulin (Kochkin) — 16 min 50 s D. Oganeziani (Kozyulin) — 26 min 45 s Kochkin (Gi. Jeiranasvili) — 34 min 7 s D. Oganeziani (Kochkin) — 40 min 31 s Kavkasidze (Minasiani, Tsomaia) — 49 min 22 s | 1-0 2-0 3-0 4-0 5-0 6-0 7-0 8-0              | -                | Arbitrage : Valentin Lascar Juges de lignes Murat Aygun Josef Spur |
| Ilienko (54 min 56 s) Ambrolava ( 5 min 4 s) | Gardiens | Pasovic (18 min 19 s) Pribišić (41 min 41 s) |                  | Arbitrage : Valentin Lascar Juges de lignes Murat Aygun Josef Spur |
| 34 min                                       | Pénalités | 51 min                                       |                  | Arbitrage : Valentin Lascar Juges de lignes Murat Aygun Josef Spur |
| 35                                           | Tirs | 14                                           |                  | Arbitrage : Valentin Lascar Juges de lignes Murat Aygun Josef Spur |

| 1er avril 2016 | Turquie | 10-2 (3-0, 4-2, 3-0) | Luxembourg | Silivrikapı Ice Skating Hall 383 spectateurs |

| Feuille de match | Feuille de match | Feuille de match                                 | Feuille de match                                                                    | Feuille de match                                                              |
| ---------------- | --- | ------------------------------------------------ | ----------------------------------------------------------------------------------- | ----------------------------------------------------------------------------- |
|                  | Al. Kocoglu (Kavaz) — 2 min 17 s Semiz (Gumus, Özmen) — 12 min 1 s (2 SN) Halil — 13 min 35 s An. Kocoglu (Al. Kocoglu) — 21 min 49 s - Özmen (Semiz) — 27 min 17 s - Özmen (Solak) — 35 min 15 s Gumus (Semiz, Özmen) — 39 min 52 s Özmen (Semiz, Solak) — 44 min 45 s Ö. Kars (Kavaz) — 50 min 11 s (IN) Solak (Semiz, Y. Kars) — 55 min 3 s | 1-0 2-0 3-0 4-0 4-1 5-1 5-2 6-2 7-2 8-2 9-2 10-2 | - Cannon (R. Beran) — 26 min 28 s - T. Beran (G. Scheier, R. Beran) — 34 min 23 s - | Arbitrage : Stefan Hogarth Juges de lignes Knut Einar Braten Charlie O'Connor |
| Kahraman         | Gardiens | Lepage                                           |                                                                                     | Arbitrage : Stefan Hogarth Juges de lignes Knut Einar Braten Charlie O'Connor |
| 10 min           | Pénalités | 16 min                                           |                                                                                     | Arbitrage : Stefan Hogarth Juges de lignes Knut Einar Braten Charlie O'Connor |
| 49               | Tirs | 23                                               |                                                                                     | Arbitrage : Stefan Hogarth Juges de lignes Knut Einar Braten Charlie O'Connor |

| 3 avril 2016 | Luxembourg | 7-1 (3-0, 3-1, 1-0) | Hong Kong | Silivrikapı Ice Skating Hall 83 spectateurs |

| Feuille de match | Feuille de match | Feuille de match                | Feuille de match                            | Feuille de match                                                      |
| ---------------- | --- | ------------------------------- | ------------------------------------------- | --------------------------------------------------------------------- |
|                  | G. Scheier (T. Berant, R. Beran) — 9 min 59 s R. Scheier (Cannon, Holtzem) — 13 min 17 s (SN) Eriksson (Cannon, Sinner) — 15 min 27 s Cannon (Holtzem, R. Scheier) — 20 min 27 s Eriksson (Cannon) — 28 min 28 s - Holtzem (Cannon, R. Scheier) — 30 min 1 s Eriksson (Cannon, Holtzem) — 45 min 40 s | 1-0 2-0 3-0 4-0 5-0 5-1 6-1 7-1 | - Sham (Fung, Wong Y.) — 29 min 42 s (SN) - | Arbitrage : Valentin Lascar Juges de lignes Murat Aygun Timo Heinonen |
| Mangen           | Gardiens | Ho K.                           |                                             | Arbitrage : Valentin Lascar Juges de lignes Murat Aygun Timo Heinonen |
| 18 min           | Pénalités | 6 min                           |                                             | Arbitrage : Valentin Lascar Juges de lignes Murat Aygun Timo Heinonen |
| 37               | Tirs | 31                              |                                             | Arbitrage : Valentin Lascar Juges de lignes Murat Aygun Timo Heinonen |

| 3 avril 2016 | Turquie | 8-2 (4-0, 3-2, 1-0) | Bosnie-Herzégovine | Silivrikapı Ice Skating Hall 381 spectateurs |

| Feuille de match                  | Feuille de match | Feuille de match                            | Feuille de match                                                 | Feuille de match                                                    |
| --------------------------------- | --- | ------------------------------------------- | ---------------------------------------------------------------- | ------------------------------------------------------------------- |
|                                   | Semiz (Solak) — 30 s H. Salt (Aktürk) — 52 s Ö. Kars (Savas) — 3 min 24 s Bakal (Semiz, Özmen) — 9 min 21 s (SN) Özmen (Solak, Öztürk) — 23 min 16 s Özmen (Solak, Semiz) — 23 min 39 s - Semiz (Özmen) — 31 min 34 s - Al. Kocoglu (Özmen, Gumus) — 53 min 21 s (SN) | 1-0 2-0 3-0 4-0 5-0 6-0 6-1 7-1 7-2 8-2     | - Hadžihasanović (London) — 24 min 37 s - Hodžić — 38 min 42 s - | Arbitrage : Joonas Kova Juges de lignes Charlie O'Connor Josef Spur |
| Kahraman (20 min) Bozaci (40 min) | Gardiens | Pasovic (3 min 24 s) Pribišić (56 min 36 s) |                                                                  | Arbitrage : Joonas Kova Juges de lignes Charlie O'Connor Josef Spur |
| 10 min                            | Pénalités | 14 min                                      |                                                                  | Arbitrage : Joonas Kova Juges de lignes Charlie O'Connor Josef Spur |
| 68                                | Tirs | 16                                          |                                                                  | Arbitrage : Joonas Kova Juges de lignes Charlie O'Connor Josef Spur |

| 3 avril 2016 | Afrique du Sud | 5-0 par forfait 5-6 (4-2, 0-1, 1-3) | Géorgie | Silivrikapı Ice Skating Hall 92 spectateurs |

| Feuille de match | Feuille de match | Feuille de match                            | Feuille de match | Feuille de match                                                                 |
| ---------------- | --- | ------------------------------------------- | --- | -------------------------------------------------------------------------------- |
|                  | Samaai (van Doesburgh, W. du Preez) — 2 min 35 s Botha (Birrell) — 2 min 46 s - Giot (Magmoed, Edwards) — 10 min 42 s - Marais (Magmoed, Samaai) — 19 min 25 s (SN) - Samaai (Marais, Botha) — 42 min 16 s - | 1-0 2-0 2-1 3-1 3-2 4-2 4-3 5-3 5-4 5-5 5-6 | - Kochkin — 6 min 13 s (TP) - Kozyulin (Kochkin) — 11 min 21 s - Kochkin — 21 min 15 s - Kochkin (Kozyulin) — 44 min 40 s Kurbatov (Tsomaia, Kochkin) — 50 min 9 s (SN) Kozyulin — 51 min 6 s | Arbitrage : Stefan Hogarth Juges de lignes Yasin Akyürek Laurynas Stepankevicius |
| Pretorius        | Gardiens | Ilienko                                     | | Arbitrage : Stefan Hogarth Juges de lignes Yasin Akyürek Laurynas Stepankevicius |
| 14 min           | Pénalités | 24 min                                      | | Arbitrage : Stefan Hogarth Juges de lignes Yasin Akyürek Laurynas Stepankevicius |
| 49               | Tirs | 28                                          | | Arbitrage : Stefan Hogarth Juges de lignes Yasin Akyürek Laurynas Stepankevicius |

| 4 avril 2016 | Hong Kong | 1-5 (1-2, 0-2, 0-1) | Turquie | Silivrikapı Ice Skating Hall 282 spectateurs |

| Feuille de match | Feuille de match | Feuille de match        | Feuille de match | Feuille de match                                                                      |
| ---------------- | ---------------- | ----------------------- | --- | ------------------------------------------------------------------------------------- |
|                  | Ho J. — 16 s -   | 1-0 1-1 1-2 1-3 1-4 1-5 | - Özmen (Solak, Y. Kars) — 16 min 6 s Özmen (Semiz) — 18 min 30 s H. Salt (Gumus, Y. Kars) — 22 min 34 s Al. Kocoglu (Karakoc) — 27 min 37 s Karakoc (An. Kocoglu, Y. Kars) — 55 min 35 s | Arbitrage : Valentin Lascar Juges de lignes Knut Einar Braten Laurynas Stepankevicius |
| Keung            | Gardiens         | Kahraman                | | Arbitrage : Valentin Lascar Juges de lignes Knut Einar Braten Laurynas Stepankevicius |
| 8 min            | Pénalités        | 20 min                  | | Arbitrage : Valentin Lascar Juges de lignes Knut Einar Braten Laurynas Stepankevicius |
| 14               | Tirs             | 38                      | | Arbitrage : Valentin Lascar Juges de lignes Knut Einar Braten Laurynas Stepankevicius |

| 4 avril 2016 | Géorgi | 0-5 par forfait 5-0 (1-0, 3-0, 1-0) | Luxembourg | Silivrikapı Ice Skating Hall 33 spectateurs |

| Feuille de match | Feuille de match | Feuille de match    | Feuille de match | Feuille de match                                                         |
| ---------------- | --- | ------------------- | ---------------- | ------------------------------------------------------------------------ |
|                  | Kurbatov (Tsomaia) — 19 min 6 s (SN) Kurbatov (Tsomaia, Kochkin) — 26 min 1 s (SN) Kozyulin (Svanidze, Kurbatov) — 34 min 59 s Kozyulin (Kochkin) — 38 min 39 s Kozyulin (Svanidze) — 48 min 45 s | 1-0 2-0 3-0 4-0 5-0 | -                | Arbitrage : Christoffer Holm Juges de lignes Yasin Akyürek Timo Heinonen |
| Ilienko          | Gardiens | Mangen              |                  | Arbitrage : Christoffer Holm Juges de lignes Yasin Akyürek Timo Heinonen |
| 12 min           | Pénalités | 18 min              |                  | Arbitrage : Christoffer Holm Juges de lignes Yasin Akyürek Timo Heinonen |
| 44               | Tirs | 20                  |                  | Arbitrage : Christoffer Holm Juges de lignes Yasin Akyürek Timo Heinonen |

| 4 avril 2016 | Bosnie-Herzégovine | 0-10 (0-2, 0-7, 0-1) | Afrique du Sud | Silivrikapı Ice Skating Hall 65 spectateurs |

| Feuille de match                             | Feuille de match | Feuille de match                         | Feuille de match | Feuille de match                                                     |
| -------------------------------------------- | ---------------- | ---------------------------------------- | --- | -------------------------------------------------------------------- |
|                                              | -                | 0-1 0-2 0-3 0-4 0-5 0-6 0-7 0-8 0-9 0-10 | Marais (Valadas) — 1 min 33 s van Doesburgh (Willemstijn) — 14 min 35 s Marais (Samaai) — 25 min 22 s (SN) Valadas (Edwards) — 25 min 36 s Valadas (Gonsalves, Reeves) — 26 min 13 s Marais (Gonsalves, Bremner) — 27 min 27 s S. du Preez (Samaai, W. du Preez) — 30 min 23 s W. du Preez (Marais) — 35 min 2 s Giot (Edwards) — 39 min 9 s Edwards (Giot, Valadas) — 50 min 35 s (SN) | Arbitrage : Joonas Kova Juges de lignes Murat Aygun Charlie O'Connor |
| Pribišić (27 min 27 s) Pasovic (32 min 33 s) | Gardiens         | Bock                                     | | Arbitrage : Joonas Kova Juges de lignes Murat Aygun Charlie O'Connor |
| 14 min                                       | Pénalités        | 2 min                                    | | Arbitrage : Joonas Kova Juges de lignes Murat Aygun Charlie O'Connor |
| 18                                           | Tirs             | 42                                       | | Arbitrage : Joonas Kova Juges de lignes Murat Aygun Charlie O'Connor |

| 6 avril 2016 | Afrique du Sud | 2-7 (1-3, 0-2, 1-2) | Turquie | Silivrikapı Ice Skating Hall 451 spectateurs |

| Feuille de match | Feuille de match                                                     | Feuille de match                    | Feuille de match | Feuille de match                                                                |
| ---------------- | -------------------------------------------------------------------- | ----------------------------------- | --- | ------------------------------------------------------------------------------- |
|                  | Botha (Samaai) — 1 min 48 s (SN) - Valadas (Giot) — 56 min 53 s (SN) | 1-0 1-1 1-2 1-3 1-4 1-5 1-6 1-7 2-7 | - Semiz (An. Kocoglu, Özmen) — 13 min 55 s (2 SN) Özmen — 15 min 15 s (SN) Al. Kocoglu (An. Kocoglu) — 15 min 30 s An. Kocoglu — 25 min 19 s Al. Kocoglu (An. Kocoglu, Semiz) — 32 min 44 s (SN) Özmen (Al. Kocoglu, An. Kocoglu) — 41 min 58 s (SN) Gumus (Halil, Savas) — 49 min 21 s - | Arbitrage : Christoffer Holm Juges de lignes Knut Einar Braten Charlie O'Connor |
| Bock             | Gardiens                                                             | Kahraman                            | | Arbitrage : Christoffer Holm Juges de lignes Knut Einar Braten Charlie O'Connor |
| 12 min           | Pénalités                                                            | 18 min                              | | Arbitrage : Christoffer Holm Juges de lignes Knut Einar Braten Charlie O'Connor |
| 35               | Tirs                                                                 | 38                                  | | Arbitrage : Christoffer Holm Juges de lignes Knut Einar Braten Charlie O'Connor |

| 6 avril 2016 | Hong Kong | 5-0 par forfait 3-14 (0-4, 2-6, 1-4) | Géorgie | Silivrikapı Ice Skating Hall 51 spectateurs |

| Feuille de match                        | Feuille de match | Feuille de match                                                           | Feuille de match | Feuille de match                                                           |
| --------------------------------------- | --- | -------------------------------------------------------------------------- | --- | -------------------------------------------------------------------------- |
|                                         | - Wong K. (Tang S.) — 33 min 43 s - Wong Y. (Wong K., Ho J.) — 39 min 6 s (SN) - Ho J. (Kan S., Wong K.) — 45 min 40 s (SN) - | 0-1 0-2 0-3 0-4 0-5 0-6 0-7 1-7 1-8 1-9 1-10 2-10 2-11 3-11 3-12 3-13 3-14 | Oganeziani (Kochkin) — 1 min 15 s Dumbadze (Kurbatov, Svanidze) — 8 min 41 s Kozyulin (Svanidze, Kochkin) — 10 min 1 s (SN) Kochkin (Kozyulin) — 12 min 46 s (IN) Dumbadze (Svanidze) — 23 min 25 s (SN) Kochkin — 23 min 38 s Kozyulin (Jeiranashvili) — 31 min 59 s - Kurbatov — 34 min 1 s Kochkin — 35 min 52 s Kozyulin (Svanidze) — 38 min 5 s (IN) - Svanidze (Kurbatov) — 42 min 7 s - Oganeziani (Kozyulin) — 48 min 14 s Svanidze (Jeiranashvili, Oganeziani) — 52 min 53 s Svanidze — 56 min 51 s (TP) | Arbitrage : Joonas Kova Juges de lignes Laurynas Stepankevicius Josef Spur |
| Ho K. (30 min 32 s) Keung (29 min 28 s) | Gardiens | Ilienko (28 min 8 s) Ambrolava (31 min 52 s)                               | | Arbitrage : Joonas Kova Juges de lignes Laurynas Stepankevicius Josef Spur |
| 8 min                                   | Pénalités | 14 min                                                                     | | Arbitrage : Joonas Kova Juges de lignes Laurynas Stepankevicius Josef Spur |
| 16                                      | Tirs | 49                                                                         | | Arbitrage : Joonas Kova Juges de lignes Laurynas Stepankevicius Josef Spur |

| 6 avril 2016 | Luxembourg | 13-0 (4-0, 3-0, 6-0) | Bosnie-Herzégovine | Silivrikapı Ice Skating Hall 67 spectateurs |

| Feuille de match | Feuille de match | Feuille de match                                        | Feuille de match | Feuille de match                                                     |
| ---------------- | --- | ------------------------------------------------------- | ---------------- | -------------------------------------------------------------------- |
|                  | Cannon (Holtzem, Eriksson) — 8 min 28 s T. Beran — 10 min 48 s (TP) T. Beran (R. Beran) — 12 min 43 s Eriksson (Sinner) — 14 min 59 s (IN) Eriksson (Cannon) — 29 min 18 s R. Beran — 29 min 58 s T. Beran (Cannon) — 33 min 4 s T. Beran (R. Beran) — 43 min 4 s Mossong (Mosr, Farinon) — 43 min 28 s Holtzem (Scheier, Eriksson) — 44 min 49 s (SN) Holtzem (Schon) — 47 min 20 s (SN) R. Beran (Cannon) — 49 min 31 s Cannon (Holtzem) — 59 min 24 s | 1-0 2-0 3-0 4-0 5-0 6-0 7-0 8-0 9-0 10-0 11-0 12-0 13-0 | -                | Arbitrage : Stefan Hogarth Juges de lignes Murat Aygün Timo Heinonen |
| Mangen           | Gardiens | Pasovic (12 min 43 s) Pribišić (47 min 17 s)            |                  | Arbitrage : Stefan Hogarth Juges de lignes Murat Aygün Timo Heinonen |
| 12 min           | Pénalités | 32 min                                                  |                  | Arbitrage : Stefan Hogarth Juges de lignes Murat Aygün Timo Heinonen |
| 54               | Tirs | 25                                                      |                  | Arbitrage : Stefan Hogarth Juges de lignes Murat Aygün Timo Heinonen |

## Classement final
Pour les significations des abréviations, voir statistiques du hockey sur glace.
| Clt   | Équipe             | PJ | V | VP | D | DP | BP | BC | Diff | Pts |
| ----- | ------------------ | -- | - | -- | - | -- | -- | -- | ---- | --- |
| +001, | Turquie            | 5  | 5 | 0  | 0 | 0  | 35 | 7  | +28  | 15  |
| +002, | Afrique du Sud (R) | 5  | 4 | 0  | 1 | 0  | 29 | 10 | +19  | 12  |
| +003, | Luxembourg         | 5  | 3 | 0  | 2 | 0  | 29 | 14 | +15  | 9   |
| +004, | Bosnie-Herzégovine | 5  | 2 | 0  | 3 | 0  | 12 | 35 | -23  | 6   |
| +005, | Hong Kong          | 5  | 1 | 0  | 4 | 0  | 12 | 26 | -14  | 3   |
| +006, | Géorgie            | 5  | 0 | 0  | 5 | 0  | 0  | 25 | -25  | 0   |

- Promu en Division IIB en 2017

## Statistiques et récompenses individuelles
Meilleurs joueurs
- Meilleur gardien :  Erol Kahraman
- Meilleur défenseur :  Andre Marais
- Meilleur attaquant :  Boris Kochkin

| Clt | Joueur          | Équipe         | PJ | B  | A | Pts | Pun | +/- |
| --- | --------------- | -------------- | -- | -- | - | --- | --- | --- |
| 1   | Boris Kochkin   | Géorgie        | 5  | 10 | 9 | 19  | 8   | +18 |
| 2   | Emrah Özmen     | Turquie        | 5  | 10 | 6 | 16  | 2   | +11 |
| 3   | Artem Kozyulin  | Géorgie        | 5  | 9  | 4 | 13  | 14  | +12 |
| 4   | Serdar Semiz    | Turquie        | 5  | 5  | 8 | 13  | 8   | +10 |
| 5   | Colm Cannon     | Luxembourg     | 5  | 4  | 9 | 13  | 4   | +7  |
| 6   | Uthman Samaai   | Afrique du Sud | 5  | 3  | 8 | 11  | 0   | +7  |
| 7   | Roland Svanidze | Géorgie        | 5  | 3  | 7 | 10  | 0   | +3  |
| 8   | Andre Marais    | Afrique du Sud | 5  | 5  | 4 | 9   | 6   | +9  |
| 9   | Joel Holtzem    | Luxembourg     | 5  | 4  | 5 | 9   | 6   | +7  |
| 9   | Andy Kocoglu    | Turquie        | 5  | 4  | 5 | 9   | 6   | +5  |

| Clt | Joueur                | Équipe             | PJ | Min          | BC | Moy  | %Arr  | Bl |
| --- | --------------------- | ------------------ | -- | ------------ | -- | ---- | ----- | -- |
| 1   | Gilles Mangen         | Luxembourg         | 3  | 180 min 0 s  | 6  | 2,00 | 94,00 | 1  |
| 2   | Andrei Ilienko        | Géorgie            | 5  | 263 min 4 s  | 10 | 2,28 | 92,06 | 1  |
| 3   | Erol Kahraman         | Turquie            | 5  | 260 min 0 s  | 9  | 2,08 | 91,67 | 0  |
| 4   | Ashley Bock           | Afrique du Sud     | 3  | 180 min 0 s  | 9  | 3,00 | 88,75 | 1  |
| 5   | Philippe Lepage       | Luxembourg         | 2  | 120 min 0 s  | 13 | 6,50 | 85,71 | 0  |
| 6   | Edis Pribišić         | Bosnie-Herzégovine | 4  | 173 min 1 s  | 25 | 8,67 | 82,88 | 0  |
| 7   | Charl Pretorius       | Afrique du Sud     | 2  | 120 min 0 s  | 7  | 3,50 | 81,08 | 0  |
| 8   | Keung Emerson Kwokway | Hong Kong          | 3  | 138 min 20 s | 20 | 8,67 | 80,58 | 0  |
| 9   | Dino Pasovic          | Bosnie-Herzégovine | 5  | 126 min 59 s | 18 | 8,51 | 79,55 | 0  |
| 10  | Ho King Chi King      | Hong Kong          | 4  | 161 min 40 s | 20 | 7,42 | 77,01 | 0  |

Nota : seuls sont classés les gardiens ayant joué au minimum 40 % du temps de jeu de leur équipe.
Pour les significations des abréviations, voir statistiques du hockey sur glace.